# Codex Alexandrinus

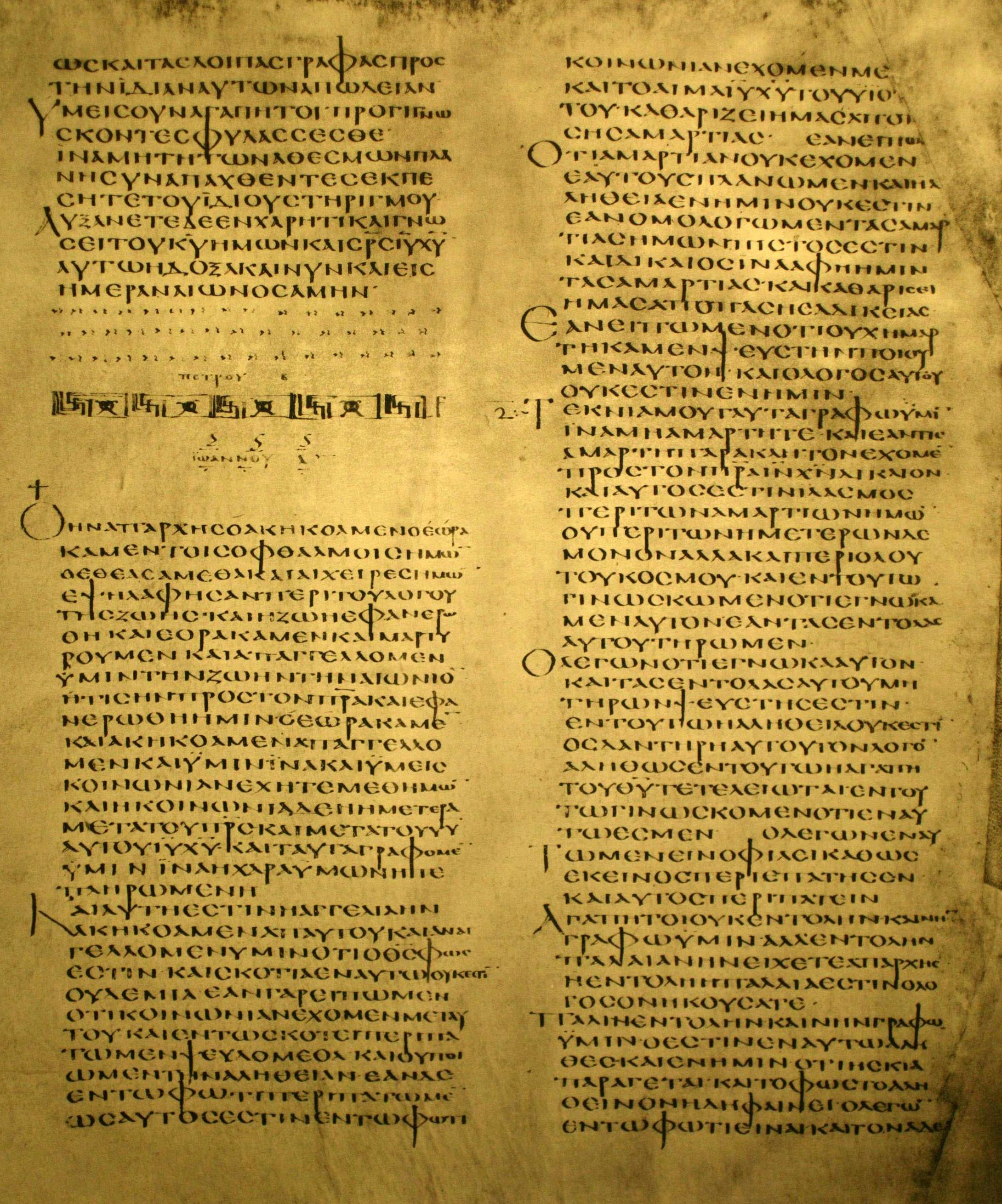
Codex Alexandrinus

Codexul Alexandrinus (Gregory-Aland no. A sau 02) este un manuscris în limba greacă al Bibliei  datând din secolul al V-lea. El nu cuprinde pilda cu femeia prinsă în preacurvie din Evanghelia după Ioan (7,53-8,11) și nici referința la Sfânta Treime din 1 Ioan 5:7-8.
Manuscrisul are 32 de centimetri înălțime și 26 centimetri lățime.
În prezent se găsește la British Library (Royal MS 1 D. viii) din London.